# جشنواره بین‌المللی فرهنگ و هنر آلانیا

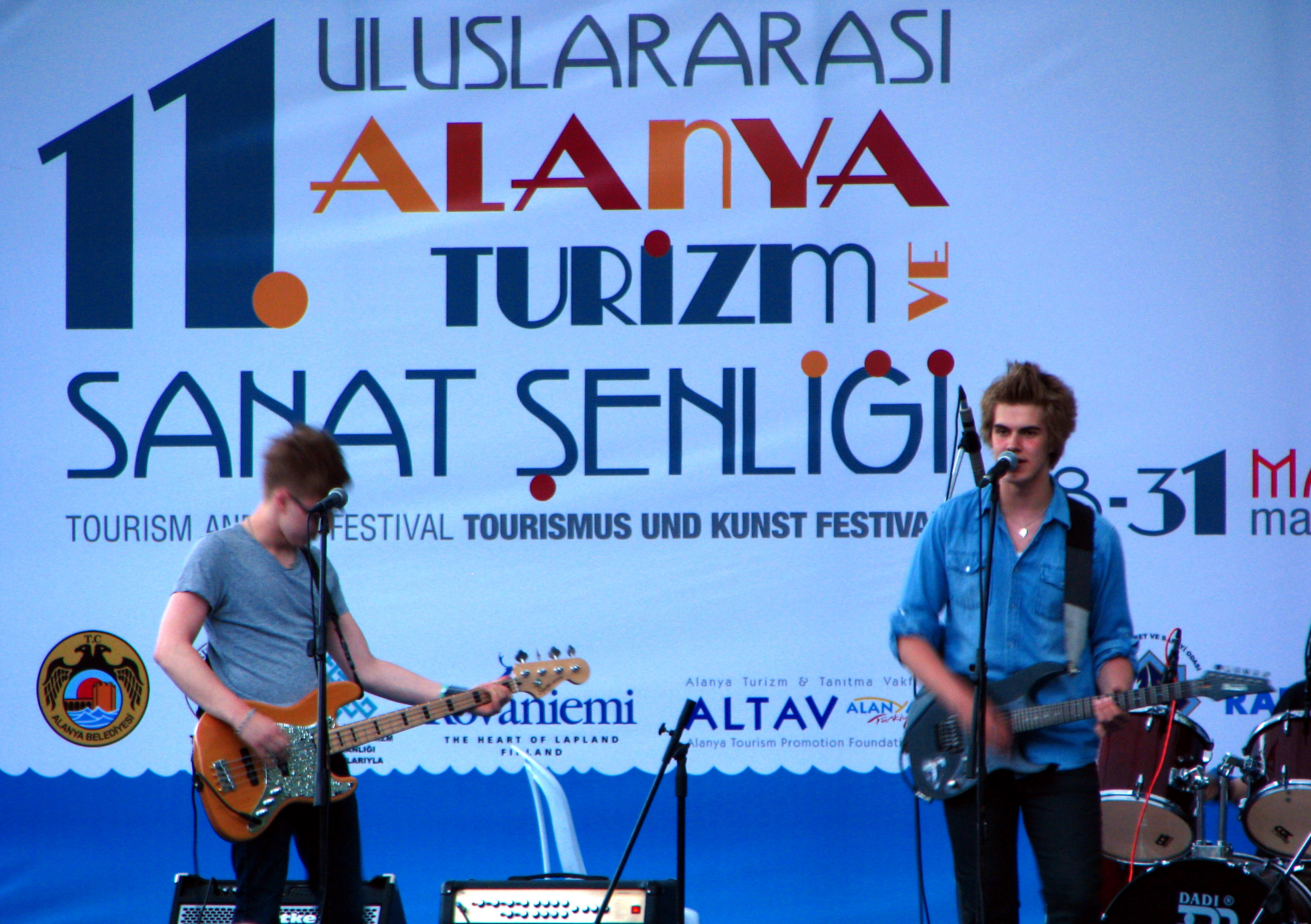
کنسرت گروه راککورن یانگ موزیک. ۲۸ مه ۲۰۱۱.

جشنواره بین‌المللی فرهنگ و هنر آلانیا (انگلیسی: Alanya International Culture and Art Festival) یک جشنواره است که از سال ۲۰۰۱ هر سال در آلانیا برگزار می‌شود. این جشنواره در روزهای شنبه و یکشنبه آخر ماه مه هر سال برگزار می‌شود. از دلایل برگزاری این جشنواره، آشنایی با فرهنگ مردمان محلی آلانیا است.